# 庄川峡
庄川峡（しょうがわきょう）は、富山県の南砺市及び砺波市にある峡谷。庄川峡県定公園に指定されている。秋には峡谷全体が紅葉する。

## 概要
富山県南西部、砺波市旧庄川町あたりから五箇山までに広がる全長20km弱の渓谷であり、「庄川峡県定公園」として富山県の県定公園に指定されている。国道156号が並走している。
小牧ダムのりば発着の遊覧船「庄川遊覧船」が運航されており、大牧温泉への定期便と短時間遊覧（25分間）がある。このうち大牧温泉への定期便は一般客が同温泉へ向かう唯一の交通手段となっている。
庄川峡一体は地滑りの多発地帯でもあり、「大崩島」など地滑りに関連した地名が複数見られる。

## 参考出典
『富山県の地名』平凡社